# 卑摩公園
卑摩公園，是澳洲新南威爾斯州雪梨商業中心區南端的一座公園，毗鄰大火車亭，以禧街、咽地路、伊利沙伯街及必街為界。

## 圖集

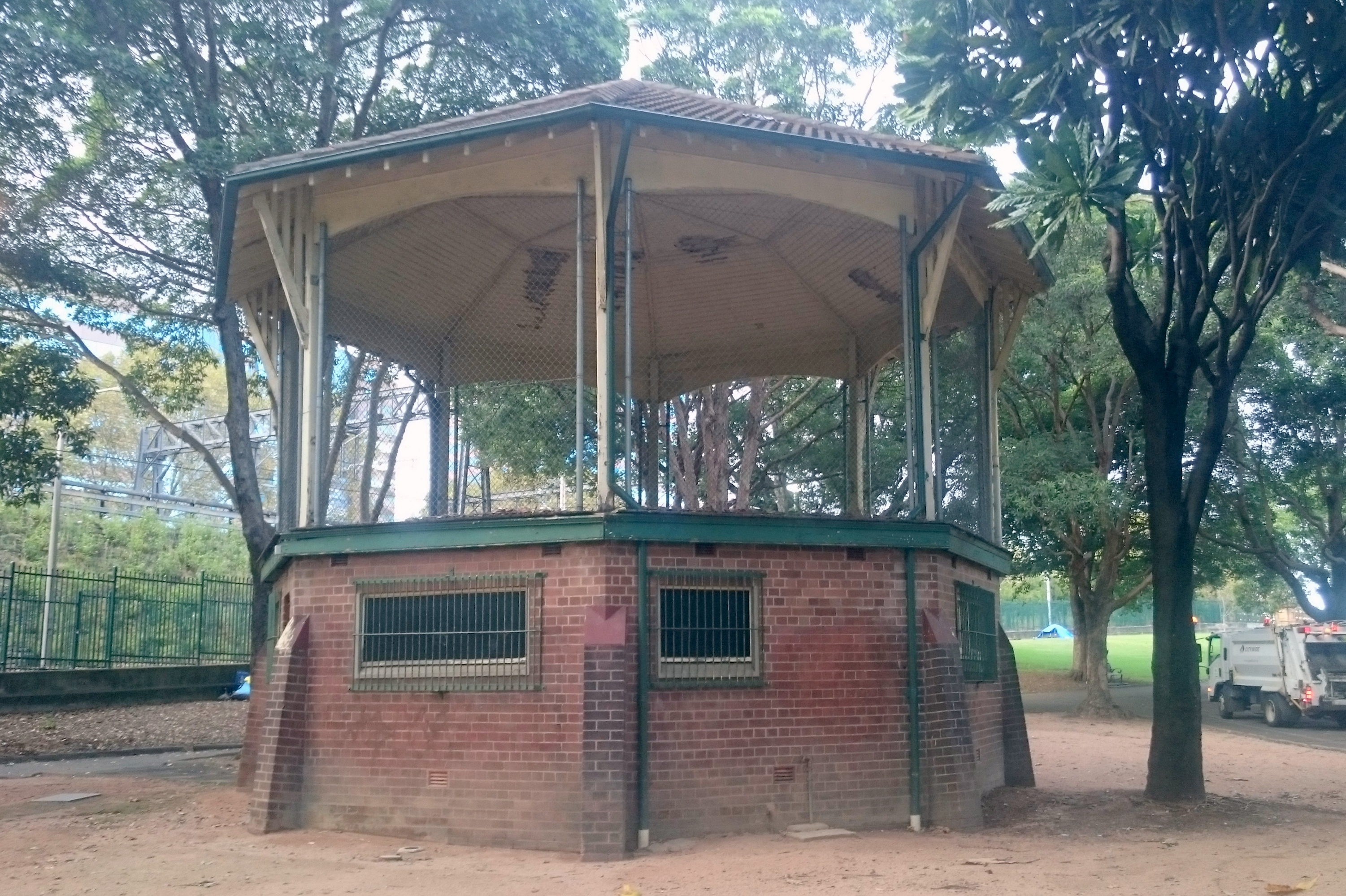
演奏台（已停用），建於1910年
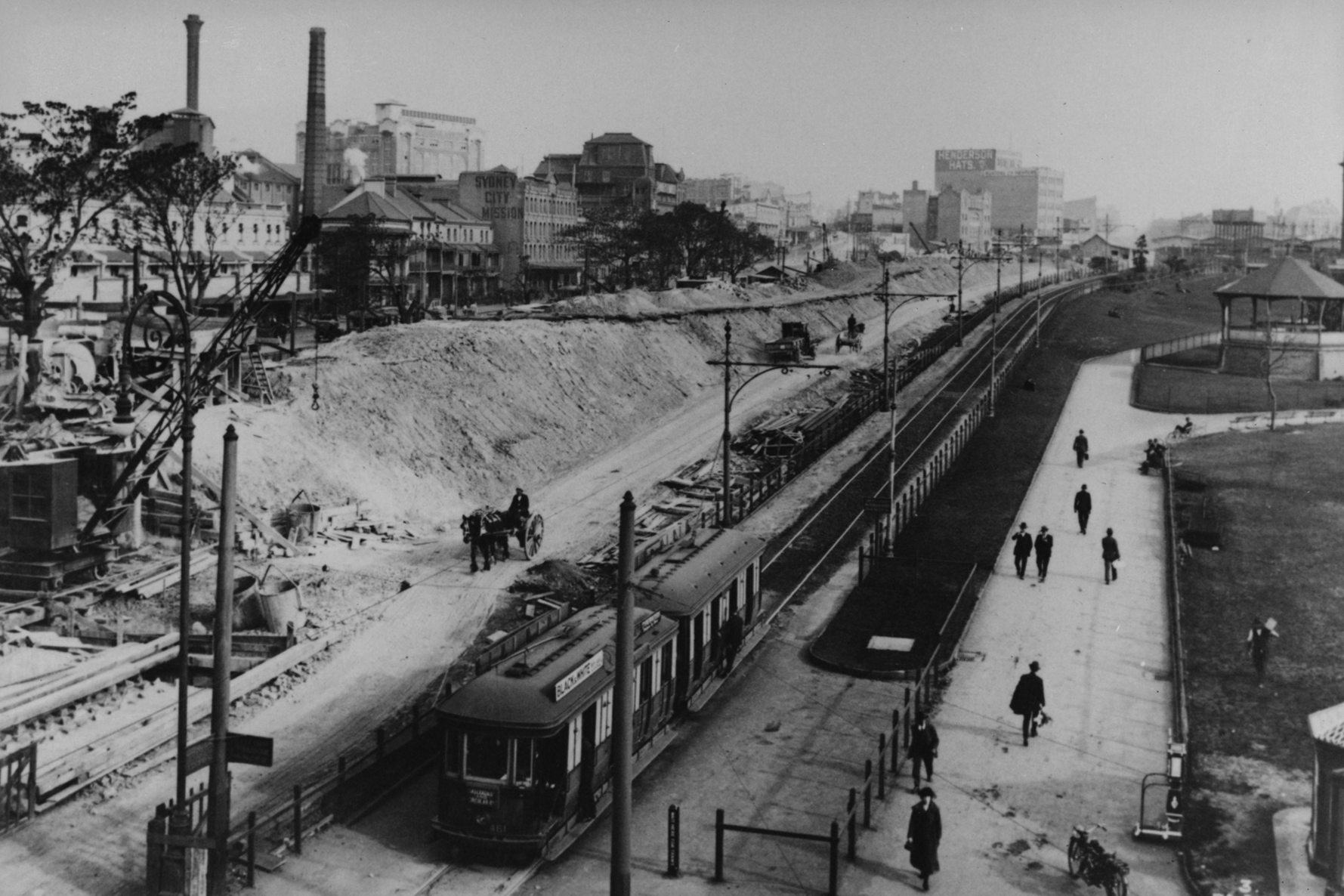
伊利沙伯街旁的電車軌，攝於1920年
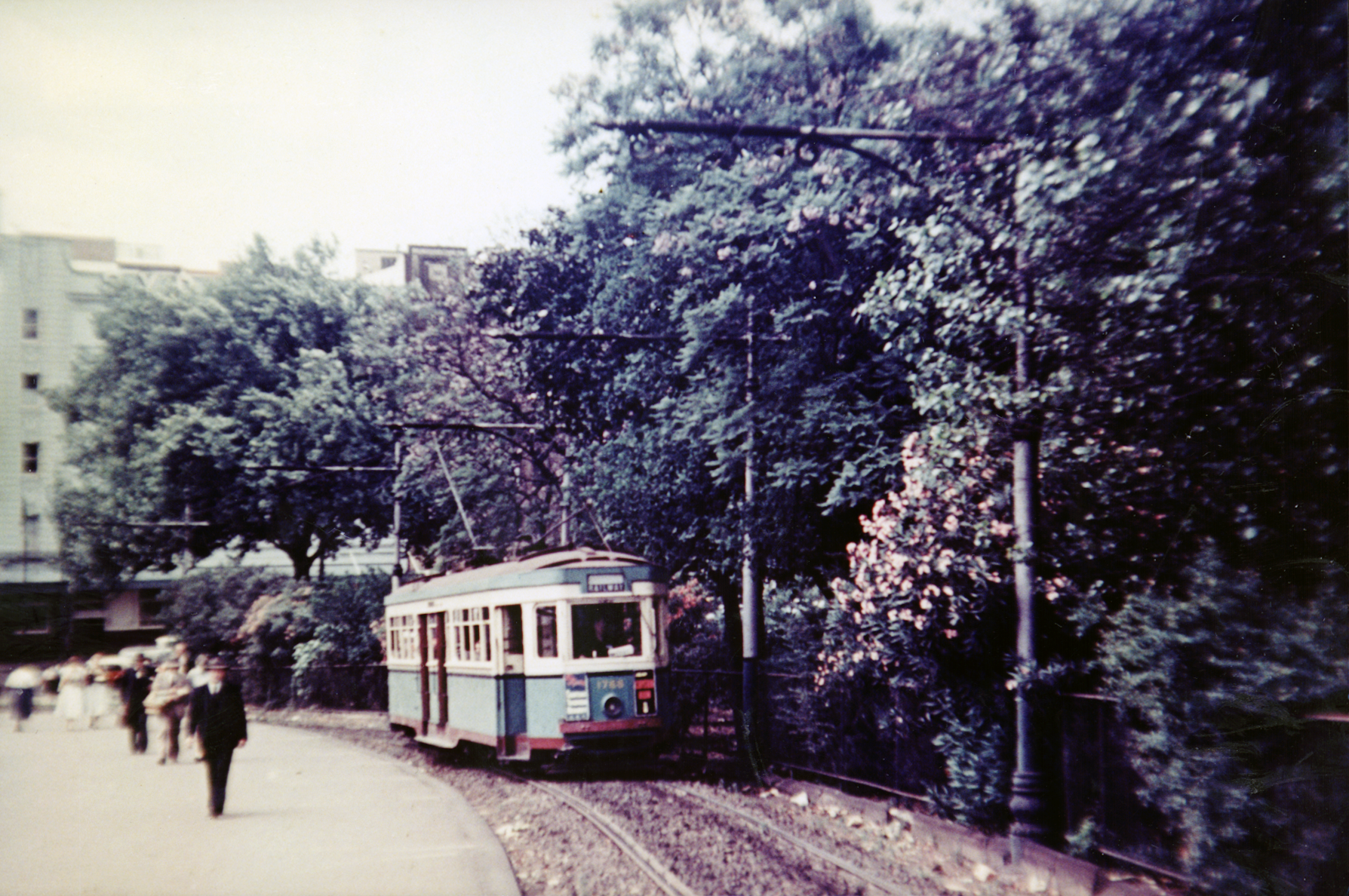
電車，攝於1955年
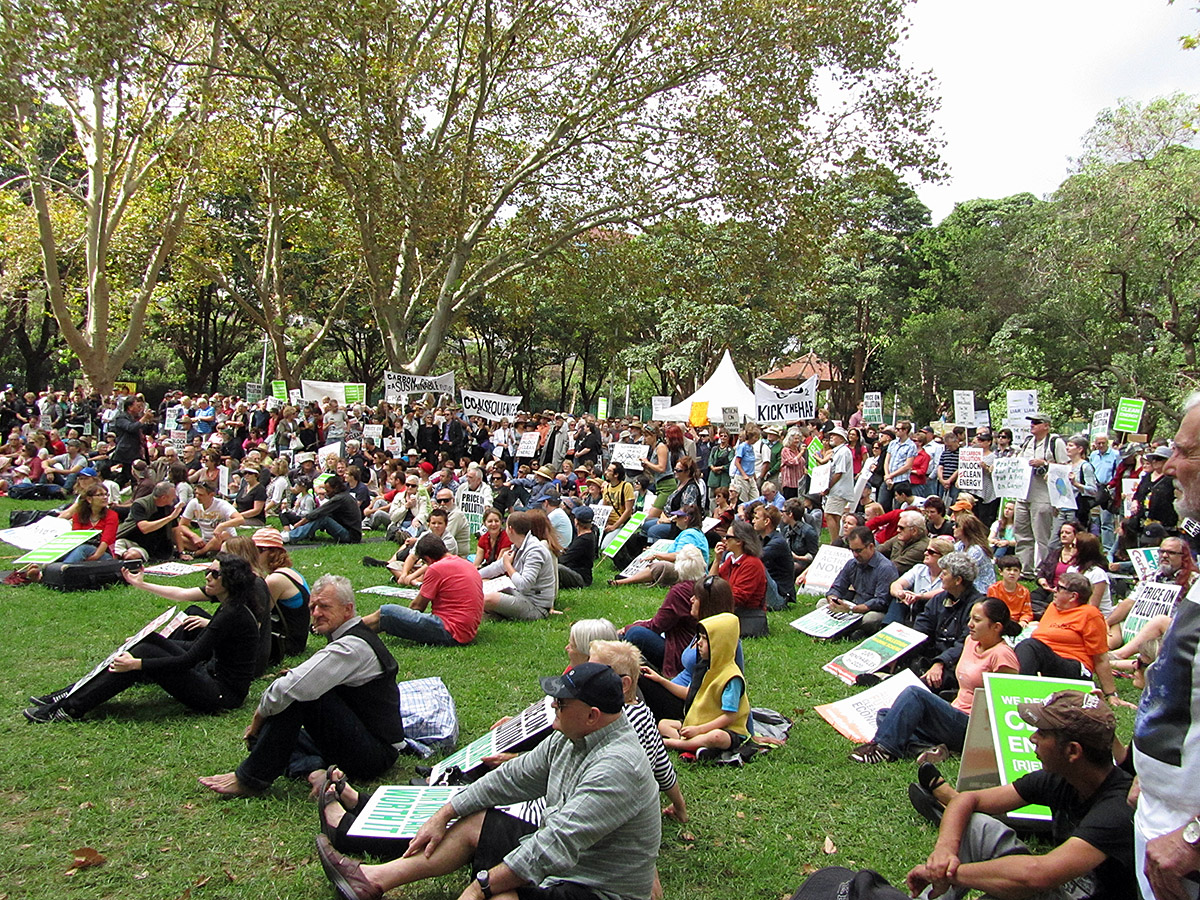
氣候變化集會，攝於2011年